# Lipani Birta
Lipani Birta – gaun wikas samiti w środkowej części Nepalu w strefie Narajani w dystrykcie Parsa. Według nepalskiego spisu powszechnego z 2001 roku liczył on 842 gospodarstw domowych i 5827 mieszkańców (2749 kobiet i 3078 mężczyzn).